# Eutrichota lividiventris
Eutrichota lividiventris är en tvåvingeart som först beskrevs av Huckett 1939.  Eutrichota lividiventris ingår i släktet Eutrichota och familjen blomsterflugor. Inga underarter finns listade i Catalogue of Life.